# 皇甫乡
皇甫乡，是中华人民共和国山西省运城市万荣县下辖的一个乡镇级行政单位。

## 行政区划
皇甫乡下辖以下地区：
皇甫村、前小淮村、后小淮村、灵池村、乌苏村、新庄村、胡村、北吴村、南吴村、东杜村、西杜村、袁家村、东埝村、中埝村、西埝村、彦城庄村、漫峪口村、周家村、陈闫村、高家村、西杨李村、马家村和新寺村。